# Senkata
Senkata es una zona perteneciente al Distrito 8 de la ciudad de El Alto, la segunda ciudad más poblada de Bolivia según el censo de 2012. Se ubica al Sur de la ciudad en el Distrito 8. Es conocida a nivel local e internacional por haber sido escenario de protestas sociales durante 2003 y 2019 en los eventos conocidos como Masacre de octubre durante la Guerra del gas y la muerte de civiles durante una intervención militar durante las protestas surgidas en la crisis política de Bolivia en 2019 respectivamente.

## Ubicación
Senkata se encuentra en las zonas laterales de la Avenida 6 de marzo de la ciudad de El Alto, que forma parte de la Ruta nacional 1 de la red vial boliviana, ruta que conecta al departamento de La Paz con los departamentos de Oruro, Chuquisaca, Potosí y Tarija.

## Características
La Zona de Senkata se desarrolla en las inmediaciones de la carretera La Paz-Oruro, acoge la Planta de Senkata que alberga instalaciones de Yacimientos Petrolíferos de Bolivia, de las cuales se abastece de gas licuado en garrafas y gasolina a la ciudad vecina de La Paz, sede del poder ejecutivo de Bolivia.

## Historia
Como muchas zonas de la ciudad de El Alto la población que la habitó inicialmente fueron inmigrantes de otras regiones de Bolivia, principalmente los mineros que vivieron la relocalización en Bolivia que supuso la pérdida de empleos de los trabajadores de las minas y la migración hacia diferentes ciudades, en la década de los ochenta. Este periodo de migración representa uno de los 4 hitos que marcaron el crecimiento urbano de El Alto, ciudad que llegó a tener hasta un 90% de habitantes hablantes de aymara.
Senkata ha sido escenario de importantes protestas sociales. Las de mayor relevancia internacional tuvieron lugar en 2003 y 2019. La protesta de 2003 sería conocida como Masacre de octubre durante la Guerra del gas. La protesta de 2019, o Masacre de Senkata, acogió las protestas postelectorales de Bolivia en 2019. En ambos eventos se registraron muertes de civiles tras intervenciones militares y policiales ordenadas por el Estado y respaldados por decretos promulgados por el poder ejecutivo. En el caso de 2003 la intervención fue respaldada por el Decreto Supremo 27209 y en el caso de 2019 por el Decreto Supremo 4078 del 14 de noviembre de 2019, mismo que eximía a las Fuerzas Armadas de Bolivia de responsabilidades penales promovido por la expresidenta Jeanine Áñez. El decreto 4078 fue abrogado el 28 de noviembre de 2019 tras un acuerdo con organizaciones sociales.

## Barrios o urbanizaciones
La zona de Senkata presenta un gran crecimiento característico del Distrito 8, tiene varios barrios o urbanizaciones, como:
- Florida Senkata[33]
- San Luis de Senkata[3]
- San Jorge Senkata[3]
- 5 de diciembre[34][34]

- Senkata 79 Anexo[3]
- San Miguel Senkata
- 27 de mayo Senkata
- Los Pinos Senkata
- Florida Senkata
- 6 de agosto Senkata
- Senkata 79
- Senkata Pucarani

### Hitos urbanos
Entre los principales hitos de la zona se encuentran:
- Parroquia San Francisco de Asís[12]
- Plaza 25 de julio
- Ex-tranca de Senkata[35]
- Parroquia de Santa Clara[36]
- Planta de Senkata YPFB,[2] engarrafadora.[37][38]